# 富山省吾
富山 省吾（、1952年〈昭和27年〉2月27日 - ）は、日本の映画プロデューサー。東宝映画代表取締役社長、日本映画大学理事長を歴任。沖縄県出生、東京都出身。

## 略歴
- 1975年 - 早稲田大学第一文学部卒業後、東宝に入社[出典 7]。宣伝部に配属[出典 8]。
- 1983年 - 株式会社 東宝映画に出向[出典 8]。企画部に配属[出典 9]。
- 1986年 - 映画『恋する女たち』でプロデューサーとしてデビュー[20]。以後多くの作品にプロデューサーとして参加、その後企画部部長となる。
- 1989年 - 『ゴジラvsビオランテ』から田中友幸を補佐する形でゴジラシリーズのプロデューサーとして参加[出典 10]。
- 1994年 - 『ゴジラvsスペースゴジラ』では「共同製作」とクレジットされる[14][注釈 2]。
- 1995年 - 4月より東宝映画取締役に就任、『ゴジラvsデストロイア』では田中友幸と連名で「製作」。
- 1996年 - 『モスラ』から製作としてクレジット[2]。田中友幸に代わり本格的に東宝特撮映画のプロデューサーとして活動を始める。
- 2004年 - 4月より東宝映画第4代取締役社長に就任[出典 11]。
- 2010年 - 3月31日で社長を退任[16]。
- 2013年 - 日本アカデミー賞協会の事務局長を務める傍ら[出典 12]、ndjcのスーパーバイザーとして若手の育成に尽力している[16]。
- 2018年 - 4月、日本映画大学理事長に就任[出典 13]。「プロデュースワークショップ」を開講しているほか、城戸賞、毎日映画コンクール選考委員、芸術選奨、映画制作適正化機関審議委員も務めている[10][5]。

## エピソード
最初に観たゴジラ映画は『キングコング対ゴジラ』（1962年）で、これが映画との出会いであったと語っている。中高生時代はSF小説に傾倒していた。
大学在学中には、東宝で特殊美術のアルバイトを務めていた。富山の遠縁にカメラマンの唐沢登喜麿がおり、その伝手を頼っての参加であった。背景美術の小島耕司は、当時の富山について覚えが悪かったが素直ないい子であったと評している。また、東宝映画の社長に就任した後も偉ぶらず、重役らに小島を恩人と紹介するなどしていたという。美術の白崎治郎も、富山は先輩を立てて礼儀正しく、裏方を大切にする人物であったと述べている。
自身が宣伝から製作へ異動した理由について、売り手の気持ちや売り手の発想を活かすためであったといい、ゴジラシリーズでは東宝内の各部署とブレーンストーミングを行う全社を挙げての制作体制や、パブリシティと連動した撮影体制などを作り上げていった。
『ゴジラvsモスラ』（1992年）では、山下公園のエキストラ撮影でツアーコンダクターを務め、自身も同シーンにカメオ出演している。

## プロデュース作品

### ゴジラシリーズ
『vsビオランテ』では田中友幸が中心であったが、『vsキングギドラ』以降は田中の体調問題もあり富山に比重が置かれていった。
- ゴジラvsビオランテ（1989年）
- ゴジラvsキングギドラ（1991年）
- ゴジラvsモスラ（1992年）
- ゴジラvsメカゴジラ（1993年）
- ゴジラvsスペースゴジラ（1994年）
- ゴジラvsデストロイア（1995年）
- ゴジラ2000 ミレニアム（1999年）
- ゴジラ×メガギラス G消滅作戦（2000年）
- ゴジラ・モスラ・キングギドラ 大怪獣総攻撃（2001年）
- ゴジラ×メカゴジラ（2002年）
- ゴジラ×モスラ×メカゴジラ 東京SOS（2003年）
- ゴジラ FINAL WARS（2004年）

### その他のプロデュース作品
- 雪の断章 情熱（1985年）[24]
- 恋する女たち（1986年）[24]
- トットチャンネル（1987年）[24]
- ゴルフ夜明け前（1987年）[24]
- 超少女REIKO（1991年）[24]
- ヤマトタケル（1994年）[18]
- 平成モスラシリーズ
  - モスラ（1996年）
  - モスラ2 海底の大決戦（1997年）
  - モスラ3 キングギドラ来襲（1998年）
- ひみつの花園（1997年）[24]
- 誘拐（1997年）[24]
- 竜馬の妻とその夫と愛人（2002年）[24]
- ロボコン（2003年）[24]
- 赤い月（2003年）[24]
- 春の雪（2005年）[24]
- 単騎、千里を走る。（2006年）[24]
- 愛の流刑地（2006年）[24]
- 椿三十郎（2007年）[24]
- 隠し砦の三悪人 THE LAST PRINCESS（2008年）[24]
- ハゲタカ（2009年）[24]

## その他の参加作品
- 日本沈没（1973年） - 特撮美術アルバイト[18][24]
- 流星人間ゾーン（1973年） - 特撮美術アルバイト[18]
- あにいもうと（1976年） - 宣伝[24]
- 岸壁の母（1976年） - 宣伝[24]
- 霧の旗（1977年） - 製作宣伝[24]
- トラブルマン 笑うと殺すゾ（1979年） - 製作宣伝[14]
- 影武者（1980年） - 製作宣伝[18][24]
- 復活の日（1980年） - 宣伝[18][24]
- 典子は、今（1981年） - 宣伝プロデューサー[18]
- 海峡（1982年） - 宣伝プロデューサー[18]
- 小説吉田学校（1983年） - 宣伝プロデューサー[18]
- 積木くずし（1983年） - 宣伝プロデューサー[18][24]
- おはん（1984年） - 製作補佐[24]

## 著書
- 富山省吾『ゴジラのマネジメント プロデューサーとスタッフ25人の証言』KADOKAWA/アスキー・メディアワークス、2015年3月7日。ISBN 4048690000。